# Театр кино имени Т. Г. Шевченко
Театр кино имени Т. Г. Шевченко (укр. Театр кіно імені Тараса Шевченка) — первый многозальный кинотеатр в УССР. Находится в Донецке. Памятник архитектуры местного значения. Входит в архитектурный ансамбль Театральной площади.
Здание кинотеатра построено с 1937 по 1939 год по проекту архитектора Л. Теплицкого. Главный фасад здания оформлен арочной лоджией высотой в два этажа. В 1968 году кинотеатр был реконструирован по проекту архитектора Альвиана Платоновича Страшнова. До реконструкции имел три зала на 1400 зрителей.
В вестибюле размещён монумент Тараса Григорьевича Шевченко, в виде полулежащей отдыхающей фигуры.

Кинотеатр имени Т. Г. Шевченко
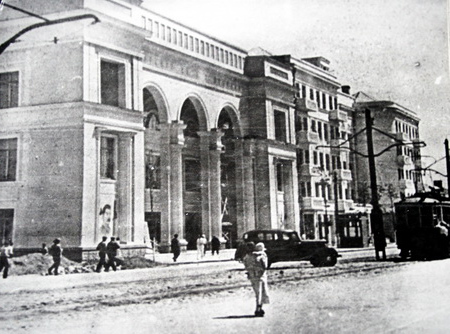
1939. Только что открытый кинотеатр Шевченко.
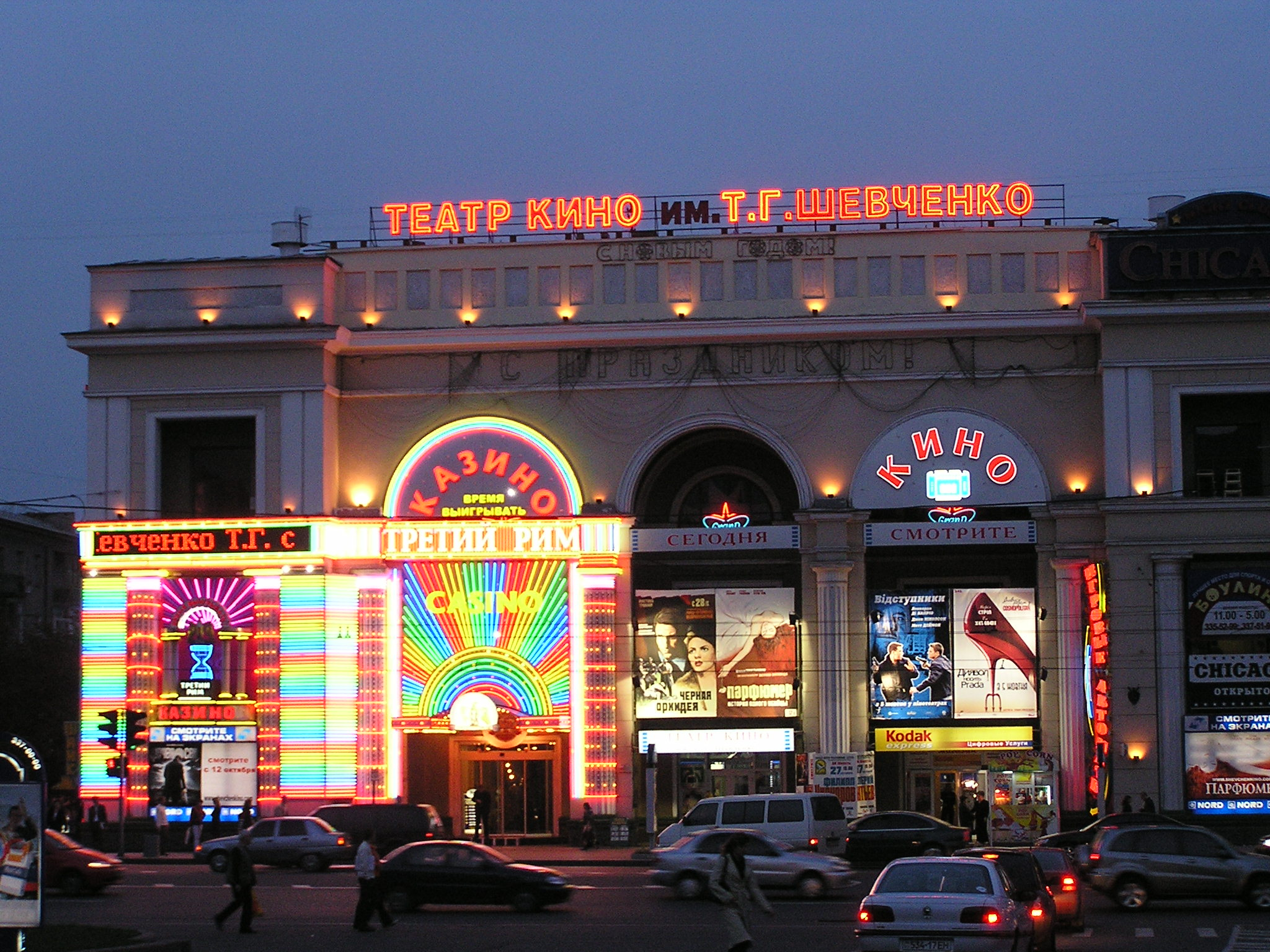
Кинотеатр Шевченко ночью.
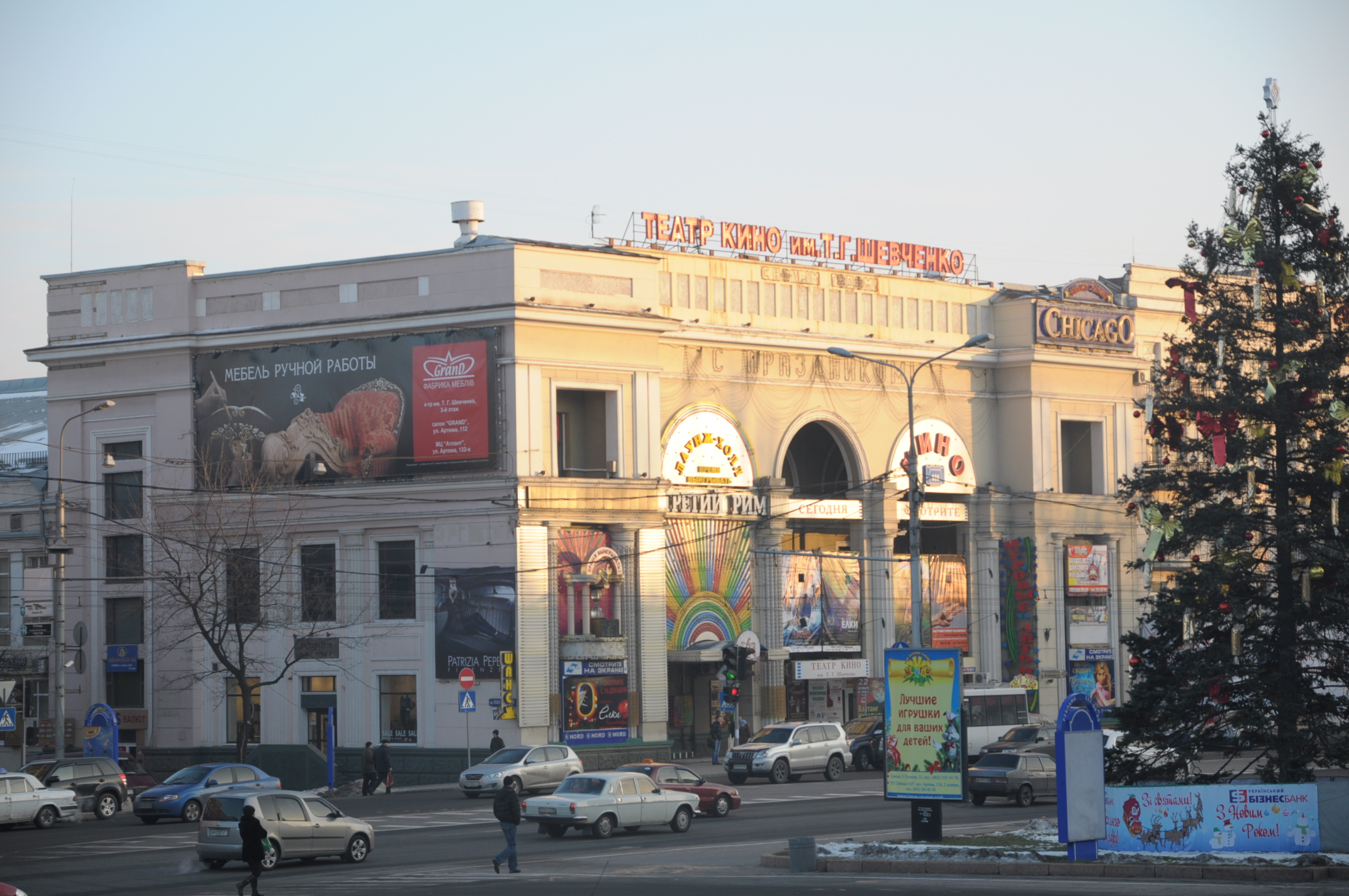
2010 год
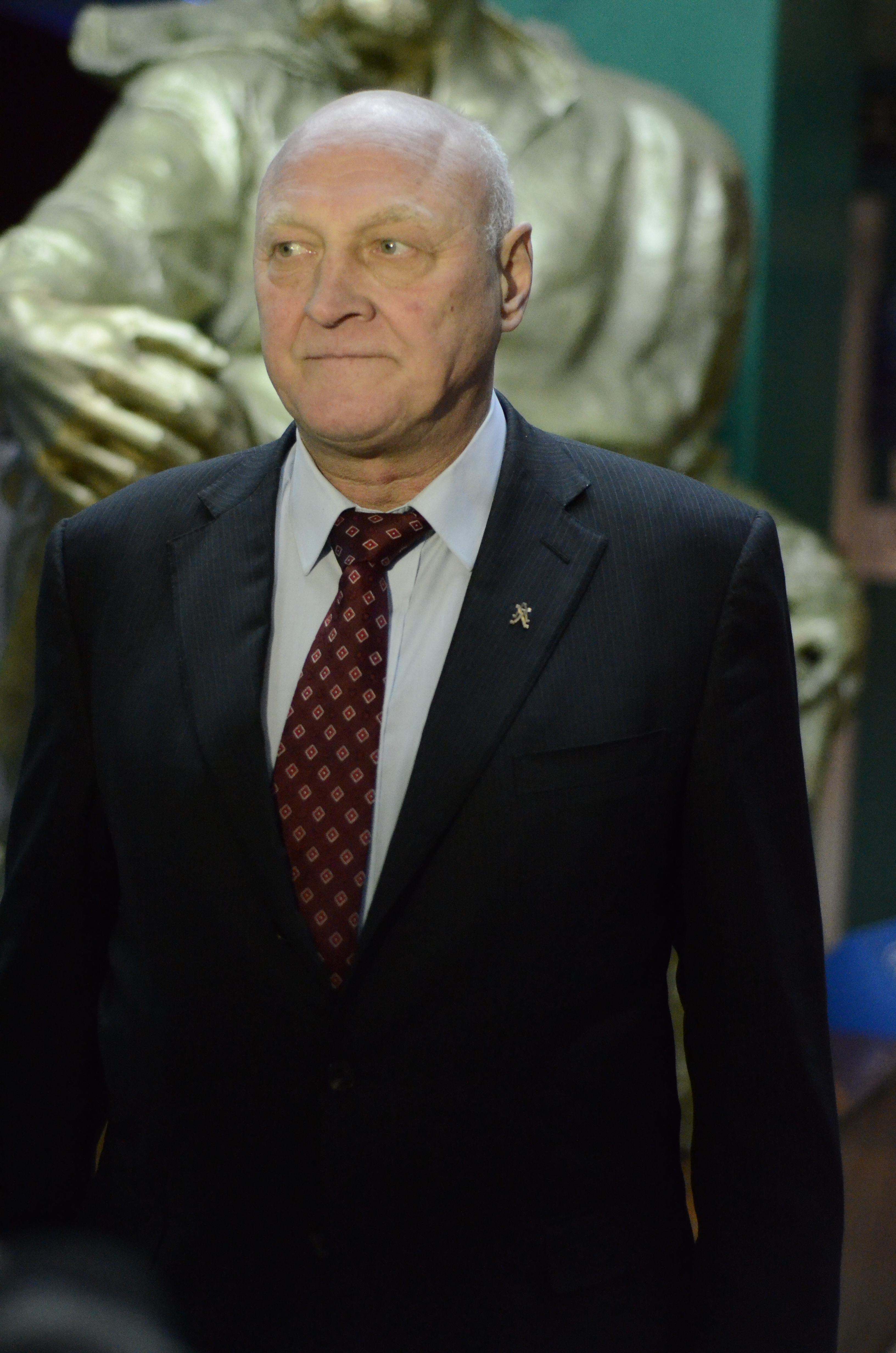
Анатолий Андреевич Тесля — заслуженный работник культуры Украины, директор кинотеатра имени Шевченко, член национального союза кинематографистов Украины